# Denpa (musique)
La Denpa (電波ソング) est un genre de musique japonais qui se veut étrange et catchy. Les chansons denpa se caractérisent par des chants intentionnellement détonnés, des paroles dénuées de sens avec une mélodie exagérée. La denpa a évolué dans la sous-culture du Japon, constituant un signifiant aspect de la culture otaku et compte un grand nombre de cercles dōjin et d'artistes produisant de la musique denpa. La denpa n'est pas un genre en lui-même, mais plutôt un terme générique qualifiant plusieurs types de musique,,.
D'autres termes récemment inventés pour la denpa sont Akiba-pop et A-pop. Le terme Moe song (萌えソング) désigne spécifiquement les musiques denpa d'origines otaku avec des thèmes moe.

## Origines
Le terme "chanson denpa" est une expression argotique décrivant un genre de musique étrange. Le mot "denpa" (電波, "ondes électromagnétiques") émerge dans les années 1990 pour définir les personnes étranges qui rêvassent souvent et vivent dans leurs propres fantaisies, et provient des Meurtres de Fukugawa en 1981. L'assaillant, Kawamata Gunji, avait pris des substances illicites lorsqu'il se mit à lacérer des passants au hasard en plein jour, tuant deux femmes au foyer, deux bébés, et blessant plusieurs autres personnes. Devant le tribunal, il expliqua que des ondes électromagnétiques ("denpa") lui disait de tuer des gens, et plaida la folie.À partir du début des années 1990, le terme "denpa" apparut dans la musique et la littérature, et l'expression "denpa-kei" (電波系) fut utilisé comme un euphémisme méprisant pour décrire les personnes psychotiques et effrayantes, voire les déments, en se basant sur l'idée que de telles personnes pouvaient entendre des voix, voir des choses et communiquer par télépathie grâce à l'utilisation d'ondes électromagnétiques. Un exemple d'une telle utilisation du terme pendant cette période serait le groupe de métal japonais KING-SHOW, qui a fait des références à cet incident meurtrier dans leurs morceaux.
Concernant la musique, le terme avait obtenu une connotation négative, et était principalement associé à de la musique considérée comme effrayante, avec des paroles incompréhensibles, souvent d'origine otaku. Puisque les otaku étaient souvent vu comme des personnes étranges qui se comportaient différemment des autres, la denpa a grandement été associée à la culture otaku au Japon et à Akihabara. Finalement la "denpa" se mit à englober toutes les personnes qui semblaient étranges ou ne pas être en phase avec la réalité, comme si elles recevaient des ondes électromagnétiques, et qu'elles se faisaient hypnotiser ou contrôler par ces dernières. Au fur et à mesure, la denpa commença à se catégoriser, et ce style de musique devint populaire auprès des otaku en tant qu'intérêt de niche et mode vie différent de la normale,.

## Caractéristiques
Les chansons denpa consistent en des paroles et mélodies très insolites plaisant à leurs publics, qui seraient alors "hypnotisés" et sous le contrôle de l'originalité de ces chansons. Cette sensation d'avoir été empoisonné et soumis à un lavage de cerveau par ces chansons s'appelle doku-denpa 毒電波 ("ondes électromagnétiques empoisonnées"). Les chansons denpa contiennent souvent des paroles n'ayant pas de sens ou des thème liés aux otaku. D'autres thèmes abordés par ces chansons sont le délire, la télépathie et la folie, et certaines contiennent également des paroles répétitives donnant un aspect frissonnant. En termes de musicalité, la denpa comprend souvent des chants répétés ou détonés, avec une mélodie catchy, et donne intentionnellement une sensation "d'exagération" ou "d'excès".  
Elle se caractérise aussi par d'autres créations plus ou moins extrêmes, tels que des voix aigües ou encore du "wotagei". Un exemple de ce genre de musique est "Neko Mimi Mode", qui est une chanson ayant pour seules paroles l'expression "Neko Mimi Mode" répétée encore et encore. 
La denpa peut-être confondu avec d'autres sous-genres musicaux, tels que la gamewave, la bitpop et la chiptune,.
Les chansons denpa sont souvent caractérisées à tort comme étant mignonnes et joyeuses, étant donné qu'un grand nombre de musiques denpa incluent des thèmes moe exagérés qui sont extrêmement joyeux, mignons et parfois palpitants. Ce n'est cependant pas toujours le cas, puisqu'elles peuvent aussi aborder des thèmes plus sombres. 
Une idée fausse de la denpa est qu'il s'agit d'un type de "J-pop mignonne", une etiquette inappropriée puisqu'elle a une tendance très "underground", n'étant pas de la musique populaire, et a une scène complètement différente de la J-pop. 
À ses débuts, la denpa était perçue comme une musique inquiétante, très mal vue au sein des musiques populaires, et est finalement restée limitée à des groupes otaku de niche. 
Under17 était un groupe populaire dont les chansons étaient musicalement mignonnes, avec des paroles décalées, qui ont changé la perception de la denpa hors de son public habituel.

## Sous-culture
Les albums de musiques denpa sont souvent vendus par des artistes lors d'événements tels que le Comiket et d'autres rassemblements de personnes intéressées par la culture otaku. Les musiques denpa sont souvent utilisées pour les génériques d'ouverture et de fin d'anime; tel que les génériques d'ouverture de "Shinryaku! Ika Musume" et "Kill Me Baby".

## Artistes connus produisant de la musiquedenpa
- Mosaic.wav
- ave;new project
- KOTOKO
- IOSYS
- Band Ja Naimon!
- t+pazolite
- Nomico
- Dempagumi.inc
- Momoiro Clover Z
- ULTRA-PRISM
- I've Sound
- Under17
- Megumi Hoshina
- Nanahira
- Camellia
- Choko